# Rozłóg gruntów
Rozłóg gruntów – przestrzenne rozmieszczenie pól w gospodarstwie.
Konfiguracje rozłogu
- korzystna – gdy odległości poszczególnych pól od podwórza oraz ich wielkość i kształt są jednakowe lub zbliżone, dojazdy do każdego z nich możliwie krótkie i dogodne,
- niekorzystna – gdy powierzchnia gospodarstwa ma kształt wydłużony lub wybitnie nieforemny, pola leżą w dużej odległości od podwórza, a dojazd do nich jest czasochłonny i niewygodny.

Rodzaje rozłogu
- zwarty (grunty są w jednym kawałku i tworzą kwadrat),
- rozciągnięty (grunty są w jednym kawałku i tworzą prostokąt),
- wyspowy (grunty są rozmieszczone w wielu kawałkach na większej powierzchni).

Od charakteru rozłogu i odległości pól od ośrodka gospodarstwa zależą koszty wszelkich prac transportowych (wywóz obornika, zwózka ziemiopłodów, dojazdy maszyn i narzędzi, dowóz lub dojście pracowników do pracy itp.). Rozłóg ma duże znaczenie przy określaniu wartości rynkowej nieruchomości wykorzystywanych rolniczo.